# A Million Light Years Away
«A Million Light Years Away» es la sexta canción del disco Infinite de Stratovarius, también se lanzó un videoclip de la misma canción en el año 2000 por la compañía Nuclear Blast el 20 de octubre, el vídeo fue dirigido por "Jari Flinck". Esta canción al igual que la ya conocida "Hunting High And Low" alcanzó a entrar en el Finland top 20 ubicándose en el puesto 14 por 3 semanas. las canciones "Phoenix (live) e "Infinity (live) fueron grabadas el 13 de mayo del 2000 en París, Francia.

## Listado de canciones
1. «A Million Light Years Away» (Edit Version) - 3:48
2. «Celestial Dream» - 2:32
3. «Phoenix» (Live) - 6:33
4. «Infinity» (Live) - 9:21
5. «A Million Light Years Away» (videoclip)

## Personal
- Timo Kotipelto - Voz
- Timo Tolkki - Guitarra
- Jari Kainulainen - Bajo
- Jens Johansson - Teclados
- Jörg Michael - Batería

## Posiciones
| Listas (2000) | Posición |
| ------------- | -------- |
| Finlandia     | 14       |